# Kotal-e Dinagak
Kotal-e Dinagak (paszto ‏کوتل دنگک‎) — przełęcz położona w dystrykcie Miramor (wilajet Dajkondi, Afganistan). Znajduje się na wysokości 3540 m nad poziomem morza.